# Kleinhadersdorf

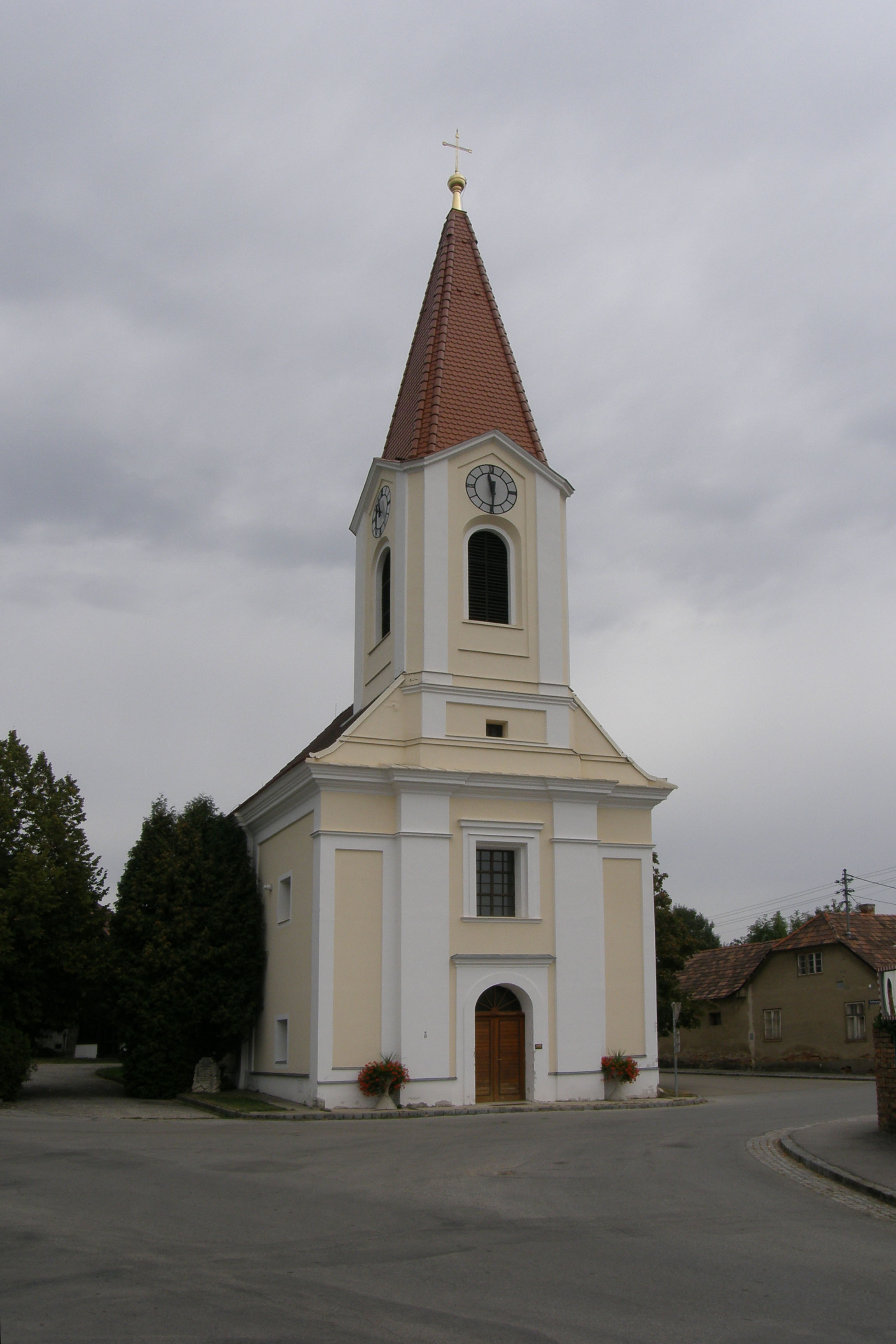
Pfarrkirche Kleinhadersdorf

Kleinhadersdorf ist ein 458 Einwohner zählendes Dorf und eine Katastralgemeinde der Gemeinde Poysdorf in Niederösterreich.

## Lage
Kleinhadersdorf befindet sich drei Kilometer westlich von Poysdorf, dem Hauptort der Gemeinde. Das ursprüngliche Angerdorf, dessen neuere Teile sich als typisches Straßendorf entwickelt haben, liegt am Poybach, der in der Nachbarortschaft Föllim entspringt und in die Zaya mündet.

## Geschichte
Laut Adressbuch von Österreich waren im Jahr 1938 in der Ortsgemeinde Kleinhadersdorf zwei Binder, ein Fleischer, zwei Gastwirte, zwei Gemischtwarenhändler, ein Landmaschinenhändler, ein Schmied, ein Schneider und zwei Schneiderinnen, drei Schuster, ein Sodawassererzeuger, ein Viktualienhändler und drei Weinsensale ansässig.
In den letzten Tagen des Zweiten Weltkriegs, zwischen 19. und 20. April 1945, wurde Kleinhadersdorf Schauplatz heftiger und wechselvoller Kämpfe zwischen Truppen der Waffen-SS und der Roten Armee, wobei es den deutschen Truppen kurzzeitig gelang, die Sowjets in Richtung Mistelbach zurückzuschlagen. Im Zuge der Kampfhandlungen wurden 60 Gebäude zerstört und alle größeren Brücken gesprengt. Auch Zivilisten wurden getötet.

## Bauwerke und Sehenswürdigkeiten
Die Pfarrkirche Kleinhadersdorf steht ebenso wie der Pfarrhof unter Denkmalschutz. Vor dem Haus Landstraße 1 steht ein mit 1854 bezeichneter Bildstock des Heiligen Johannes Nepomuk. Ein Nischenbildstock im Süden des Ortes stammt aus dem 18./19. Jahrhundert. Die Florianikapelle, ein schlichter, gerade geschlossener Bau mit Dreieckgiebel, wurde im 19. Jahrhundert errichtet und beherbergt eine Figur des Heiligen Florian. Bei Bundesstraße 123 steht die Marienkapelle, mit Lisenengliederung und Dreieckgiebel und mit 1856 bezeichnet. Etwas abseits vom Ortsgebiet befindet sich im Norden ein gut erhaltenes Kellerviertel, eine Zeile giebel- und traufständiger Presshäuser, die zum Teil vorkragende Holzverschalungen aufweisen.
Das Gräberfeld von Kleinhadersdorf, eine Grabstätte der linienbandkeramischen Kultur, wurde 1931 in der südlich von Kleinhadersdorf gelegenen Flur Marchleiten angegraben und in den 1980er/1990er Jahren ausgegraben.

## Infrastruktur
Die Ortschaft liegt relativ gut erschlossen an der Poysdorfer Straße B 219, die Poysdorf mit Staatz verbindet, und ist etwa zehn Kilometer von der Bezirkshauptstadt Mistelbach entfernt. Trotz der günstigen Lage ist das Dorf nur eher mäßig ans öffentliche Verkehrsnetz angeschlossen – so verkehren zwar mehrere Buslinien zwischen Poysdorf und Laa an der Thaya, die Bezirkshauptstadt Mistelbach wird jedoch nicht angebunden. Die Lokalbahn Enzersdorf bei Staatz–Poysdorf, die in Kleinhadersdorf-Maria Bründl eine Haltestelle besaß, wurde in den 1980er Jahren stillgelegt und später abgetragen. Innerhalb des Ortsgebietes befindet sich ein Wasserschutzgebiet, das Trinkwasser für Poysdorf liefert.

## Wirtschaft
Typisch für ein Weinviertler Dorf dieser Größe bietet Kleinhadersdorf nur wenige Arbeitsplätze. Einer der wichtigsten Arbeitgeber der Region, das Kabelwerk Gebauer & Griller, liegt einen Kilometer vom Dorf entfernt. Weiters gibt es in Kleinhadersdorf ein Gasthaus, eine Bäckerei, mehrere Heurige, eine Tischlerei und ein Technisches Büro für Umwelt, Wasser und Abwassertechnik – sowie natürlich zahlreiche Landwirte und Winzer, wie zum Beispiel die weit über Österreichs Grenzen hinaus bekannten Weingüter Weinrieder und Amon. Kleinhadersdorf besitzt zwei Kellergassen: die Grundern und die Schnellern, in denen die meisten Kleinhadersdorfer Weinbauern Weinkeller besitzen. Die gesamte Weinbaufläche beträgt 170,58 ha (Stand: 2011).

## Öffentliche Einrichtungen
In Kleinhadersdorf befindet sich ein Kindergarten.

## Vereine
In Kleinhadersdorf gibt es mehrere Vereine, wie etwa den Union-Sportverein Kleinhadersdorf, der in der 2. Klasse Weinviertel Nord aktiv ist und die Jugendgruppe Kleinhadersdorf, die mit Sandstorm eines der größten Sommer-Open-Air-Events Niederösterreichs veranstaltet.

## Söhne und Töchter des Ortes
- Joseph Schmidt (1808–1868), österreichischer Richter und Politiker